# Szabla madziarska
Szabla madziarska – typ szabli używanej przez Węgrów w okresie ich łupieżczych wypraw na Europę Zachodnią (862–955).
Była stosunkowo lekka. Miała 80–95 cm długości całkowitej, klingę o stosunkowo małej krzywiźnie, jednosieczną, z obustronnie zaostrzonym piórem. Trzon rękojeści był nachylony w kierunku ostrza, jelec miał postać łódkowatej sztabki o końcach delikatnie skierowanych ku klindze i zaopatrzonych z obu stron w guzki. Oprawa rękojeści wykonywana była z drewna, rzadziej z kości. Elementy rękojeści oraz sporządzona z drewnianych deseczek pochwa były nierzadko kunsztownie zdobione srebrem, brązem i ornamentem przeplatających się wici.
Prosty obosieczny miecz zdobywany był przez Madziarów na rycerstwie. Nie był dla nich nowością. Już podczas pobytu nad Morzem Czarnym (Etelköz) zetknęli się nim za pośrednictwem Waregów. Używany był z szablą równolegle, by rozpowszechnić się wśród nich dopiero po 955 r., wraz z adaptacją zachodnioeuropejskiej sztuki wojennej. Walczyli zdobytymi mieczami na surowo lub przerobionymi przez miejscowych płatnerzy na szable: naginali rękojeść o 10–15°, tak aby przysunąć punkt ciężkości miecza.
Najbardziej znaną szablą madziarską jest tzw. Szabla Karola Wielkiego.